# Paul Richter (Richter)
Paul Ferdinand Richter (* 30. August 1856 in Dessau; † 1939) war Reichsanwalt und Senatspräsident beim Reichsgericht.

## Leben
Der Preuße Richter wurde 1880 Referendar und 1886 Gerichtsassessor. 1892 wurde er Staatsanwalt in Schneidemühl. 1894 wurde er an das Landgericht Berlin I, 1897 an das Kammergericht versetzt. 1900 wurde er dort zum Staatsanwaltschaftsrat befördert. 1903 wurde er bei der Reichsanwaltschaft als Hilfsarbeiter tätig. 1905 erfolgte die Ernennung zum Kammergerichtsrat ernannt unter Fortverwendung bei der Reichsanwaltschaft. 1906 wurde er Reichsanwalt.  1921 wurde er als Senatspräsident des VI. Strafsenats und zugleich des V. Strafsenats des Reichsgerichts berufen. Im April 1923 wurde er Senatspräsident des erstinstanzlichen Strafsenats. Im August 1923 führte er den Vorsitz im Prozess gegen Walter Oehme, in dem Oehme wegen „versuchten Verrats von militärischen Geheimnissen in Tateinheit mit versuchtem Landesverrat“ zu einem Jahr Gefängnis verurteilt, da er im März 1923 über die Pläne zur Bildung der sog. Schwarzen Reichswehr berichtete. 1924 trat er in den Ruhestand.